# Aleksander Mandziara
Aleksander Mandziara también conocido como Alfons Mandziara (Gliwice, 16 de agosto de 1940 – 2 de septiembre de 2015 cerca de Colonia) fue un jugador de fútbol y entrenador polaco. Sus mayores éxitos fueron como entrenador de los BSC Young Boys, con los que se proclamó campeón y ganador de la copa. 

## Carrera

### Carrera como jugador
Aleksander Mandziara jugó en el Szombierki Bytom de 1963 a 1971, y su mayor éxito fue como centrocampista con el título de subcampeón de Polonia en 1965. Después jugó dos temporadas en la Eredivisie holandesa en el NAC Breda y ganó el KNVB-Beker en 1973, dejando que su carrera activa en el GKS Tychy se desvaneciera.

### Carrera como entrenador
Aleksander Mandziara también comenzó su carrera como entrenador en el GKS Tychy en 1975, y su primer puesto en el extranjero fue en la temporada 1981/82 en el Rot-Weiss Essen de la 2ª Bundesliga, donde fue despedido a principios de 1983. En 1984 se hizo cargo del cetro de los BSC Young Boys y se convirtió en el garante del éxito: en 1986 condujo al equipo al título de campeón, y en 1987 a la victoria en la copa.
Tras su paso por el FC Biel en 1988/89, se trasladó a Austria, donde primero entrenó el ASK 1989/90 en Linz y luego condujo a Stahl Linz a la Bundesliga en 1991. A pesar de sus éxitos fue despedido en el curso de la siguiente temporada de la Bundesliga después de una derrota en la copa ante el FavAC, lo que disgustó a muchos aficionados. En la temporada 1992/93 entrenó brevemente al SV Darmstadt 98. De 1996 a 1998 fue jefe de entrenamiento del FC Bern.